# Maud de Prendergast
Maud de Prendergast, Señora de Offaly (17 de marzo de 1242 - antes de 1273), fue una noble normando irlandesa, primera esposa de Maurice Fitzgerald, Lord Offaly, Justicia de Irlanda, y madre de sus dos hijas, Juliana Fitzgerald y Amabel. Se casó en tres ocasiones y Maurice Fitzgerald, III Lord de Offaly fue su tercer marido.

## Familia
Maud nació en Irlanda el 17 de marzo de 1242, hija de Sir Gerald de Prendergast de Beauvoir (m. 1251), y su segunda mujer, Matilda, hija de Richard Mór de Burgh y Egidia de Lacy.
Maud tenía una medio hermana mayor, Marie de Prendergast del primer matrimonio de su padre con Maud Walter. Marie era esposa de Sir John de Cogan. Los abuelos paternos de Maud fueron Philip de Prendergast, Lord de Enniscorthy, Condestable de Leinster, y Maud de Quincy, nieta de Strongbow, a través de una de sus hijas ilegítiimas, Basilie de Clare casada con Robert casado de Quincy, Condestable de Leinster. 
Su bisabuelo, Maurice de Prendergast, Lord Prendergast había jugado un papel destacado en la invasión Cambro-Normanda de Irlanda dirigida por Strongbow, y fue premiado con grandes extensiones de tierra en los condados de Wexford, Waterford, Tipperary, Mayo, Wicklow, y Cork.

## Matrimonios y descendencia
De niña, Maud fue casada con David FitzMaurice, que murió el 17 de marzo de 1249, cuando ella tenía siete años; su segundo marido fue Maurice de Rochford con quien tuvo descendencia. Entre 1258 y el 28 de octubre de 1259, tras la muerte de Maurice de Rochford  que ocurrió en algún momento antes de que mayo 1258, se casó con su tercer último marido, Maurice FitzGerald, III lord de Offaly, Justiciaa de Irlanda (1238–1286). Era hijo de Maurice Fitzgerald, II Lord Offaly y Juliana.
Maurice y Maud tuvieron dos hijas:
- Juliana Fitzgerald (c.1263 Dublín, Irlanda - 24 de septiembre de 1300), casada en primer lugar con Thomas de Clare, Señor de Thomond, y posteriormente con Nicholas Avenel; en tercer lugar con Adam de Cretynges.
- Amabel Fitzgerald, casada sin descendencia.

Maud murió en fecha desconocida. En 1273, su marido Maurice se casó nuevamente con Emmeline Longespee (1252–1291) pero no tuvieron descendencia.